# Paraboreochlus stahli
Paraboreochlus stahli är en tvåvingeart som beskrevs av Coffman 1988. Paraboreochlus stahli ingår i släktet Paraboreochlus och familjen fjädermyggor.
Artens utbredningsområde är Pennsylvania. Inga underarter finns listade i Catalogue of Life.